# Fernando Méndez-Leite Serrano
Fernando Méndez-Leite Serrano (Madrid, 6 de maig de 1944) és un crític de cinema i realitzador de televisió espanyol.

## Biografia
Llicenciat en Dret per la Universitat de Valladolid, va seguir estudis a l'Escola Oficial de Cinematografia, en l'especialitat de Guió i Direcció.
Ha tingut una important presència en el mitjà televisiu, des de 1967. En els setanta va realitzar diferents espais culturals, com a Galería (1973-1974), Cultura 2 (1975) o Imágenes (1978-1981), tots ells junt amb Paloma Chamorro i l'infantil Los episodios (1979). En els vuitanta va presentar i va dirigir un espai antològic sobre cinema espanyol titulat La noche del cine español (1983-1985). La seva obra més reconeguda és, probablement, l'adaptació per a TVE de La Regenta, protagonitzada per Aitana Sánchez-Gijón.
S'ha dedicat a la crítica cinematogràfica des de 1966, col·laborant als periòdics Pueblo i Diario 16, així com a les revistes Fotogramas i Guía del Ocio de Madrid.
Quant a la seva activitat docent, va exercir com a Professor de Teoria del Cinema i d'Història del Cinema Contemporani en la Universitat de Valladolid entre 1968 i 1981.
Per a cinema ha rodat els llargmetratges El hombre de moda (1980), amb Carmen Maura i El productor (2006). També dirigí les obres de teatre La calumnia (2005), de Lillian Hellman i Agnes de Dios (2006), ambdues amb Cristina Higueras i Fiorella Faltoyano.
Va ser Director General de l'Institut de la Cinematografia i de les Arts Audiovisuals del Ministeri de Cultura d'Espanya entre gener de 1986 i desembre de 1988. Des de la seva fundació el 1994 fins a l'any 2011 va dirigir l'Escola de Cinematografia i de l'Audiovisual de la Comunitat de Madrid.
És pare de l'actriu i professora d'actors Clara Méndez-Leite.

## Premis
Medalles del Cercle d'Escriptors Cinematogràfics
| Any  | Categoria                 | Labor                        | Resultat  |
| ---- | ------------------------- | ---------------------------- | --------- |
| 1974 | Millor labor periodística | Galería i Cultura 2, a TVE 2 | Guanyador |
| 1980 | Millor llibre             | Fritz Lang                   | Guanyador |

Antena de Oro 1985